# 共产主义与LGBT权利
共产主义者对女同性恋者、男同性恋者、双性恋者与跨性别者（LGBT）权利的看法在最近几年里发生了很大的变化。19世纪和20世纪时，各个共产党及马列主义国家之间在LGBT权利问题上存在很大的分歧，有的是第一批支持LGBT权利的党派，而有的则发起了对他们的残酷镇压。

## 历史

### 马克思主义

#### 早期历史
早期的共产主义领袖及知识分子在LGBT权利相关的问题上各有各的立场。卡尔·马克思和弗里德里希·恩格斯在著作中极少谈论这一问题，少数几次的提及中常带有蔑视的语气。
《同性恋百科全书》第二卷中总结了马克思和恩格斯对同性恋的观点，并明确地指出：“毋庸置疑，就他们在这方面发表的言论而言，马克思和恩格斯两人厌恶同性恋，比如他们二人1869年有关与他们二人持不同意见的德国社会主义者让·巴普蒂斯塔·冯·施魏策尔的一封措辞尖锐的信件就证明了这一点。施魏策尔因道德指控而在一所公园内被捕，马克思和恩格斯不仅拒绝加入为他辩护的委员会，而且对此事在私底下使用小气的、低俗的笑话评论了此事”。
德国社会民主党的创党人之一、马克思主义者奥古斯特·倍倍尔是最早在公开辩论中支持同性恋权利的政治家之一。虽然倍倍尔本人认为同性关系是“反自然”的，但他仍在科學人道委員會旨在推翻德國刑事法第175條的请愿书上签下了自己的名字。除了倍倍尔之外，曾与倍倍尔一同起草爱尔福特纲领的卡爾·考茨基也在请愿书上签下了自己的名字。尽管如此，提交给帝國議會的法案仍只得到了以两人为首的少数德国社会民主党人的支持。
1895年，德国社民党员、马克思主义理论家爱德华·伯恩施坦在《新时代》上发文为曾因和同性有性行為而入狱的奥斯卡·王尔德辩护，伯恩施坦在文中对有关性问题的社会态度进行了唯物主义批判。他在文中指出，不应当将同性恋称为是“非自然”的，更合适的称呼应是“非常规”的。德国共产党曾与社民党在魏瑪共和國时期结成同盟，试图合法化成年人之间自愿的私人同性恋关系。
俄罗斯第一届共产党政府治下LGBT的情况有些复杂。苏联在1917年废除了所有与性行为有关的，由沙皇制定的压迫性法律。1917年，苏联政府进一步取消了对同性恋的定罪，20世纪20年代的苏联刑法典未将成年人之间私下同意的、非商业性的同性性行为定为犯罪行为，还规定无过错离婚合法，堕胎合法。格里戈里·巴特基斯在1923年写成的一份四页小册子《俄罗斯性革命》中注意到，1917年后的苏联法律认为男男性行為属于人类正常性行为的一部分，由于所有性问题都是私人问题，因此不构成犯罪。然而，在俄罗斯苏维埃联邦社会主义共和国和乌克兰苏维埃社会主义共和国之外，1920年代的某些苏联共和国（尤其是中亚地区以穆斯林为主的加盟共和国）仍将同性恋视为刑事犯罪行为，这些加盟共和国的政策对于同性恋的权利与更广泛的法律平等、社会平等方面的看法也往往不一致。而苏联官方在1920年代对同性恋的政策也起伏不定：最宽容时，法律和社会皆能容忍同性恋的存在，最不宽容时，人们试图在国家层面上将同性恋列为一种精神疾病。1933年，苏联刑法典增加了第121条，规定男男性行為属犯罪行为，可判处五年以下有期徒刑和苦役。在史学界中，增加这一条的确切原因仍存在争论，而官方关于该法律的少数声明中倾向将同性恋与恋童癖混为一谈，并认为同性恋只会在法西斯分子或封建贵族中存在。该条法律一直生效至苏联解体两年后的1993年。

#### 参加共产党的LGBT人士
由于各国共产党常会遵循苏联的先例，因此男同性恋有时会被拒绝加入共产党，而已加入者可能会被开除党籍。不过西方的共产党可能会采取与苏联不一样的策略。
知名的LGBT共产主义者包括：
- 卡尔-君特·海姆索特（英语：Karl-Günther Heimsoth），德国政治家、同时是德国共产党和纳粹党两党的党员[18][19]。在纳粹掌权后仍继续向德国共产党的情报机构提供情报[20]，在长刀之夜中被清洗[21]
- 哈里·怀特（英语：LGBT history in Russia），英国马克思主义者，曾于1934年公开批评苏联将同性恋视为犯罪的法律[22]，后在与约瑟夫·斯大林讨论他主张废除有关法律的信件时，被斯大林臭骂是“白痴、败类”[23][24]。大不列颠共产党党员[24]
- 芙烈達·卡蘿，墨西哥画家、政治活动家、墨西哥共产党党员
- 哈里·海，男同性恋权利活动家、工会运动家（英语：union organizer）[25]、美国土著公民权（英语：Native American civil rights）活动家[26]、马太辛协会（英语：Mattachine Society）创立者[27]、同性恋解放阵线（英语：Gay Liberation Front）洛杉矶分部创立者之一[28]、北美男人男童戀愛協會成员[29]，美國共產黨党员[30]
- 費雷思，跨性别者、女同性恋权利活动家，自称“反种族主义白人、工人阶级、世俗犹太人、跨性别者、女同性恋、女性、革命共产主义者”[31]，工人世界党党员
- 马克·艾什顿（英语：Mark Ashton），男女同性恋支持矿工组织的创立者[32]，支持LGBT权利，大不列颠共产党党员[33]
- 格奥尔基·契切林，第一任苏联外交人民委员会会长、苏联共产党党员

#### 反共主义者对共产主义与同性恋之间存在联系的指责
魏玛共和国的路德维希·霍普牧师于1920年代提出了“性布尔什维主义”一词，该词一开始是指赞同性开放的社会思潮。纳粹党上台后，这个词被其用于指代性败坏的行为，尤常用于指代同性戀。

#### 共产主义者对法西斯主义与同性恋之间存在联系的指责
1920年代初西方的共产党领袖曾长期宣传同性恋的增加与对同性恋的公开讨论是由于资本主义“处于死亡边缘”造成的，他们认为同性恋最终会自动消失。
阿道夫·希特勒掌权后，马克思主义知识分子开始在著作中将法西斯与同性恋之间建立联系。

#### 导致共产主义与同性恋之间产生联系的事件
魏玛共和国时期心理學家、社会工作者、医生在人类性行为方面（也包括女性主義研究）取得的研究进展引发了一系列的陰謀論。在社会中比较保守的方面上，有关共产主义与同性恋之间存在联系的阴谋论甚嚣尘上，任何形式的性革命都被指责是在助长滥交和性病，人们开始推崇優生學和家庭观念以对抗“性布尔什维主义”。
glbtq.com（《男同性恋、女同性恋、双性恋及跨性别文化百科全书》）认为以下事件导致美国的共产主义思潮与同性恋建立了联系：
例如，1948年，《時代雜誌》的编辑、作家、前共产党员、苏联间谍组织的前送信人惠特克·钱伯斯指控卡内基国际和平基金会的会长阿尔杰·希斯作伪证，并暗示其替苏联从事间谍活动。媒体对这一丑闻的大量报道中暗示钱伯斯曾对希斯有同性好感，这使得共产主义与同性恋之间建立了联系。钱伯斯非常希望增强这种联系，因此他向联邦调查局称他一脱离了共产党就不再继续进行同性恋活动。此外，1951年英国同性恋间谍盖伊·伯吉斯和唐納德·麥克林两人逃亡苏联的行为亦助长了公众的相关想象。

#### 冷战
1940年代晚期至1950年代早期是美国麦卡锡主义的高潮时期，美国参议员约瑟夫·雷蒙德·麦卡锡视同性恋和共产主义为“对‘美式生活方式’的威胁，而同性恋和共产主义二者与疾病和瘟疫的联系，为隔离易受影响的年轻人提供了合法性的依据。”同性恋也被与国家安全问题挂上了钩，因性取向而被解雇的政府官员数超过了因秉持左翼或共产主义思想而被解雇的官员数。乔治·昌西注意到“同性恋的幽灵，如共产主义的幽灵一般，在冷战时期的美国上空游荡”，就像美国人对当时共产主义的看法一样，同性恋不仅不断地被称为是一种疾病，还被不断地称为是一种渗透行为。
麦卡锡本人也常用指责他人是同性恋的方法抹黑他人，这使得共产主义恐慌常被与同性恋恐慌混为一谈。例如，有一次他对记者说：“如果你反对麦卡锡，你要么是个共产党，要么是个舔别人屌的（cocksucker，用作俚语时意为‘混蛋’，此处为双关）。”一些史学家认为，由于这一时期的共产主义被认为与同性恋密切相关，因此麦卡锡本人在找不出他人秉持共产主义思想的证据时就会指责他人是同性恋。
参议员肯尼斯·惠里使用了与麦卡锡类似的手法，他指责同性恋是反民族主義、不爱国的行为。在接受马克斯·勒纳采访时他曾表示：“你很难把同性恋与颠覆分子分开看待”、“但是勒纳，我们都是美国人，对吧？所以，让我们把这些家伙[担任政府职位，未公开的同性恋者]赶出我们的政府”。
不过，这一时期同性恋维权团体与激进左翼之间的联系并不全来自于煽动者的想象。比如，美国最早的同性恋权利团体之一的马太辛协会由美国共产党党员哈里·海创立，而他也因为创办该组织而被美国共产党开除出党。
著名的前苏联特工、前共产党员惠特克·钱伯斯在进行地下活动时便男女通吃，但当时其他的共产主义者鄙视同性性行为，因此他对相关的联络守口如瓶。钱伯斯最终与和平主義画家埃丝特·谢米兹结婚，当了一名记者。

#### 当代
自20世纪70年代中叶以来，西方世界的大多数共产党开始将同性恋权利列为其纲领的一部分，不过也有一些共产党，比如希臘共產黨和俄罗斯联邦共产党，拒绝了这种举措，继续专注于关注工人政治，甚至推动仇视同性恋的政策。
希腊共产党投票反对激进左翼联盟提出的《民事结合法案》，并回应称：“随着社会主义社会和共产主义社会的形成，一种新的朋友关系会在其中形成——一种相对稳定、异性之间的朋友、生育关系”。俄罗斯联邦共产党及其领导根纳季·久加诺夫支持《保护儿童免遭反传统家庭价值观信息的影响法》。

## 共产党对LGBT权利的看法

### 马克思主义政党对LGBT权利的看法
2001年以前，美国革命共产党的政策为“将为消除并改造同性恋者而进行斗争”，这一政策于2001年被废除，此后美国革命共产党坚决支持LGBT人士维权。
与此同时，美国社会主义工人党发布了一份备忘录，并在其中指出对同性恋压迫的“社会分量”不如黑人和妇女的重，禁止其成员参与同性恋政治组织。他们还认为，过度支持同性恋解放会给社会主义工人党带来“异国情调的形象”，使其与群众疏远。一些未能执政的共产党发表过支持LGBT权利的声明：美國共產黨支持同性婚姻，支持通过立法的方式禁止基于个人性取向的歧视。位于纽约的争取革命党联盟在加利福尼亚州8号提案通过后不久发表声明，谴责该修正案，重申他们支持同性婚姻的立场并表达了他们认为同性恋解放对共产主义事业至关重要的观点。
菲律宾的共产主义叛乱武装新人民軍也发表过一批声明表示支持同性恋者的权利，允许同性恋者参军，并表示如果他们上台，将通过立法的方式进一步保障同性恋者的权利。新人民军在菲律宾主办了第一场同性婚姻。在欧洲的一些共产党同样表态支持LGBT争取同性婚姻等权利，其中又有一些共产党更在党内有着LGBT宣传小组，如德国的共产党的“德共酷兒”小组。芬兰共产党的主席公开承认自己是同性恋，该党亦参加了歐洲左派黨的LGBT工作组。在印度，印度共产党（马克思主义）和印度共产党均表示支持LGBT权利。印度学生联合会、印度民主青年联合会、全印民主妇女协会积极支持LGBT人士争取权利。印度共产党（马克思主义）曾在2009年和2014年呼吁修改该国宪法第377条，并在2019年支持一项涵盖LGBTQ的反歧视法案。印度共产党（马克思主义）也是第一批在印度支持涵盖LGBTQ反歧视法案的政党。
大不列颠共产党视男性及有阳刚之气的男性为工人阶级的代表，该党同性恋党员在声明中表示，该党内的同性恋被广泛视为与工人阶级的身份不相容，尽管该党的同性恋党员（比如男女同性恋支持矿工的创立者，大不列颠共产党青年翼青年共产主义联盟的总书记马克·艾什顿）并不会因此被开除或遭受其他歧视。

## 共产主义国家下的LGBT权利

現存的共产主义国家，即中华人民共和国、越南社會主義共和國、寮人民民主共和國、古巴共和國4國。另在本图中有以条纹状标识的，存在一定定义争议的朝鲜民主主义人民共和国，下文将其置于前共产主义国家一列中

### 现存共产主义国家下的LGBT权利
目前，古巴是唯一一个承认同性婚姻的共产主义国家。

#### 古巴
古巴革命前，古巴相关法律规定男同性恋为犯罪行为，即便如此，男同性恋仍在针对外国游客和美国军队的卖淫业中占有一席之地，且其常与赌博和其他犯罪活动相挂钩。
古巴革命后，新政府仍对同性恋持负面态度，一些LGBT人士不得不选择移居外国，同性恋被视为与美帝國主義、资产阶级有关，不过，同性恋在古巴于1979年成功去罪化。自20世纪90年代以来，古巴民眾對LGBT群體之接受程度有了較大提升，数个有关LGBT议题的教育运动被允许开展，其中包括劳尔·卡斯特罗之女玛丽拉·卡斯特罗負責的全国性教育中心，以及该中心在每年五月國際不再恐同日组织的骄傲月游行和LGBT历史月活动。
2013年，古巴政府将保护同性恋、双性恋和变性者的权利纳入其法律条文中。2022年，古巴政府在家庭法公投后宣布同性婚姻、民事結合和收養正式合法化。

### 前共产主义国家

#### 阿尔巴尼亚
阿尔巴尼亚的霍查政权通过长期监禁、欺凌及使同性恋在社会上被排斥等方式惩罚同性恋。《刑法典》中违反社会道德的罪行第137条规定：“鸡奸可判处10年以下的有期徒刑”。“鸡奸”一词既指两个成年人之间的互相同意的同性性行为，也指一个成年人与任何性别的儿童之间的性行为。

#### 贝宁
同性之间的性交在貝南人民共和國一直合法，该国在1947年通过了对達荷美共和國1877年刑法的修正案，规定与任何性别的儿童发生性关系的一般年龄限制为13岁，但如果与21岁以下的同性发生任何猥亵或其他“违反自然”的行为，将受到惩罚：“在不影响本法前几款或第332条、第333条规定的更严厉的情况下，凡与21岁以下的未成年同性发生不雅行为或违反自然的行为，应处以6个月至3年有期徒刑及200至50000法郎的罚款。”

#### 保加利亚
保加利亞人民共和國沿用了保加利亞王國的刑法，将16岁以上男性的同性性行为定为犯罪，可判处至少6个月有期徒刑。1951年3月13日的《刑法》将刑罚提高至最多三年有期徒刑。1968年5月1日修订的《刑法》推翻此前的规定，将男性同性性行为去罪化。

#### 刚果
剛果人民共和國治下的同性性行为始终合法。

#### 捷克斯洛伐克
1962年，捷克斯洛伐克社会主义共和国在庫特·佛雷德的研究得出同性性倾向不可能被改变的结论后将同性性行为去罪化。

#### 东德
德国苏占区中同性恋相关的法律并不统一。图林根政府以类似于1925年刑法草案中所考虑的方式调和了1935年宪法第175和175a条，而其他的一些联邦州则完全沿用1935年版的宪法。尽管1946年东柏林法律调查委员会专门建议不要将1935年刑法第175条纳入新的刑法典中，但这一建议没有起到任何效果。1948年，萨克森-安哈尔特的萨勒河畔哈雷高级法院释出该州的司法解释，认为第175和175a条应被视为纳粹的不公正行为，此前魏玛进步的司法发展已被纳粹党中断甚至逆转，因此，只能根据魏玛时期的法律来审判。
1950年，在德意志民主共和国（東德）成立约一年后，柏林上诉法院（Kammergericht Berlin）决定为整个东德恢复旧的、1935年前形式的刑法第175条，与萨勒河畔哈雷高级法院释出的解释不同，这一版本中的第175a条保持不变，因为据说這能够保护社会不受“具社会危害性的同性恋特質行為”。1953年东德六一七事件后至1957年，东德政府制定了一项“道德改革”计划，以便为新的社会主义共和国打下坚实的基础，其中男性气质和传统家庭价值观受到拥护，而同性恋则被视为违反了“劳动人民健康风俗”的行为，依据第175条受到起诉。同性性交“被视为资产阶级腐朽的残余，是道德软弱的标志，是对国家社会和政治健康的威胁”。
1954年，柏林上诉法院进一步宣布175a条并不以相当于性交的活动为前提。“猥亵”（Unzucht）被定义为任何为引起性兴奋和“违反我们工人道德情感”的行为。1957年对刑法典的修订不再要求起诉对社會主義社會没有危险、没有实质性影响的非法行为，与此同时，东柏林上诉法院（Kammergericht）宣布，即便是适用1935年前刑法的第175条的违法行为也并不重要，应暂停基于其的一切起诉，这使得第175条不再受法律的有效主体管辖。从1950年代末开始，东德成年人之间自愿的同性性行为不会再受到惩罚。
1968年，东德正式将同性恋去罪化。
此后，东德允许自由创建与新教教会无关的男同性恋俱乐部及组织，执政的德国统一社会党禁止基于性取向的歧视，但在其他方面继续无视LGBT议题。1968年7月1日，东德通过了新的刑法典，其中第151条规定，对与18岁及以下的同性发生性行为的成年人，可判处最高三年有期徒刑或缓刑。这项法律既适用于男性也适用于女性。历史学家海蒂·米宁认为，东德的女同性恋者和男同性恋者试图建立一个有形的社区，但“每一次都被东德政府和统一社会党所挫败”。
警察多次被用来驱散或阻止同性恋在公众面前的活动。中央审查制度阻止了报纸和电子媒体向大众介绍同性恋，以及此类材料的进口。
1980年代末，东德政府在柏林开设了一家国有的同性恋迪厅。1987年，东德对同性性交的同意年龄与异性性交的同意年龄对齐。1987年8月11日，德意志民主共和国最高法院以“同性恋，就像异性恋一样，代表着性行为的一种。由于同性恋者并未置身于社会主义社会之外，所以他们应享受的权利与所有其他公民享受到的权利完全一样”为由驳回了一则根据第151条作出的判决。一年后，人民议会在其对刑法的第五次修订中遵循最高法院的判决，删除了第151条，并且没有加入替代性的法律条款。该法案于1989年5月30日正式通过生效，这使得东德刑法中不再存在对同性恋的任何具体提及。1989年，海纳·卡罗拍摄了，该片讲述了一个东德男人接受自己同性倾向的故事，大部分镜头在当地的同性恋酒吧拍摄，这也是该国唯一一部以同性恋为题材的电影。

#### 埃塞俄比亚
社会主义埃塞俄比亚临时军政府及埃塞俄比亚人民民主共和国均沿用此前埃塞俄比亚帝国的刑法，该法规定“与另一同性进行任何相当于性行为的行为，或任何其他不雅行为，均可被判处简单关押。”

#### 匈牙利
匈牙利人民共和国沿用了匈牙利王国的刑法典，相关款项规定男性同性性行为可被处于处以1年以下有期徒刑。1961年，20岁以上男性的同性性行为在该国去罪化。1978年的新刑法典将去罪化的年龄进一步降至18岁。

#### 蒙古
蒙古人民共和国于1961年将同性恋刑罪化。

#### 波兰
波兰人民共和国及其前身政权波兰共和国治下的同性性交一直合法。尽管如此，米歇尔·福柯讲述了他在1959年作为法国文化中心主任抵达波兰后，波兰秘密警察“用一个年轻的[男]翻译困住了他”，然后“要求他离开波兰”的美人计的例子。该国政府在1980年代仍继续利用同性恋勒索其他同性恋者，警察也会骚扰同性恋者。许多同性恋者在1985年的风信子行动中被捕。
托马什·耶德罗斯基2020年出版的虚构小说《在黑暗中游泳》便基于这一时期LGBTQ人士的生活经历。

#### 罗马尼亚
罗马尼亚社会主义共和国及其前身政权罗马尼亚人民共和国皆沿用羅馬尼亞王國1937年的《罗马尼亚刑法典》，禁止“引起公共丑闻的，男男之间或女女之间的公开性颠倒行为”。1948年，法院认为这种“公开性”的行为不仅包括公共场合的行为，也包括私下的行为，适用条件为只要“引起丑闻”。因此，同性恋自此在该国事实上非法。该国后来出台并使用的《罗马尼亚人民共和国刑法典》沿用了旧法典的第431款，且进一步加重了处罚：相关行为的刑期最低为2年，最高为5年。1957年，“引起公共丑闻”的限制被从法典中移除，任何同性性行为都会被定为犯罪。1968年，尼古拉·齐奥塞斯库上台后，相关法条再次被修订，新引入的第200条明确视私下的同性性行为为犯罪行为：

1. 参与公共场合发生或引发公众丑闻的同性之间的性行为者，将被处以1至5年有期徒刑。
2. 与未成年人发生同性性行为者将被判处2至7年有期徒刑，并被剥夺某些权利。
3. 与不能自卫或不能表达自己意愿的同性发生性行为者及胁迫他人者，将被判处3至10年有期徒刑，并被剥夺某些权利。
4. 如果违反第2款或第3款，并造成了受害人身体或健康上受损害，犯罪者将被判处5至15年有期徒刑并被剥夺某些权利；造成受害者死亡或受害者自杀者将被判处15至25年有期徒刑并被剥夺某些权利。
5. 煽动或鼓励他人实施违反第1款规定者将被处以1至5年有期徒刑。

由于第200条加强了社会控制，因此对齐奥塞内库政权有很大用途。相比欧洲各国，这些法款几乎是罗马尼亚所独有的。这些法款只限制具体的性行为，认为自己是同性恋的人不会受到刑罚而会被当成精神病。

#### 索马里
索馬里民主共和國1973年出台的《索马里刑法》第409条规定，与同性发生性关系可被判处三个月至三年有期徒刑。性交以外的“淫乱行为”可被判处两个月至两年有期徒刑；第410条规定对同性恋的判决可能伴随着配套的安全措施（如警察监视），以防止“再次犯罪”。该国甚至部分容忍私下处死同性恋者的行为。

#### 苏联
十月革命后，布尔什维克于1917年11月废除了沙俄使用的刑法典，自此，俄罗斯苏维埃联邦社会主义共和国下的双方同意的同性性交被合法化，后来乌克兰苏维埃社会主义共和国采取了同样的措施。布尔什维克当时的官方立场是，同性恋本身无害，问题在于其是否科学而非是否合法。但合法化措施在整个苏联的执行状况并不统一，1922年后，亚美尼亚苏维埃社会主义共和国、白俄罗斯苏维埃社会主义共和国、俄罗斯苏维埃联邦社会主义共和国、乌克兰苏维埃社会主义共和国四国均去罪化了同性恋。1923年，阿塞拜疆苏维埃社会主义共和国宣布同性性行为违法，可判处最高5年有期徒刑，如果涉及暴力或威胁，则最高可判处8年。
1926年，乌兹别克苏维埃社会主义共和国宣布男性同性性行为违法。1927年，土库曼苏维埃社会主义共和国宣布男性同性性行为违法。随后布哈拉人民苏维埃共和国、格鲁吉亚苏维埃社会主义共和国、納希切萬蘇維埃社會主義自治共和國和阿布哈兹苏维埃社会主义共和国陆续宣布男性同性性行为违法。
苏联曾向德国性学研究中心及一些关于人类性行为的国际会议（如世界性改革联盟）派出代表，这些代表表示他们支持成人之间私下、彼此同意的同性关系合法化。德国性学研究中心附属机构科學人道委員會称，苏联卫生部曾积极接受一些同性题材的电影，不认为其是某种丑事。
20世纪20年代的苏联对同性恋抱持较为复杂的态度。一方面，同性恋在俄罗斯和乌克兰地区合法，享有一些政治和公民权利；另一方面，苏联政府受到的要求将同性恋重新刑罪化并禁止的压力愈发增大。20世纪20年代末，越来越多的研究将同性恋归为一种精神疾病或资产阶级社会的残余。
由于斯大林主义对苏联社会的影响逐渐增加，对同性恋的宽容政策于20世纪20年代末终止。20世纪30年代，随着斯大林对政治异见人士和少数民族的镇压加剧，LGBT相关的内容遭到了官方的审查，苏联整体对同性恋议题也愈发严厉。同性恋被贴上了疾病的标签。医学家塞雷斯基在《苏联大百科全书》的文章中总结了20世纪30年代之前苏联同性恋权利的情况：
苏联政府在立法时不考虑所谓的违反道德的罪行。我们的法律从保护社会的原则出发，因此只在青少年或未成年人与成年人保持同性恋关系的情况下才支持进行惩戒……但同时承认同性恋发展的不正确性……我们的社会会在考虑各类必要条件后，采取适当的预防和治疗措施，使同性恋相关的冲突尽可能地得到和平解决，并在集体内消除他们与社会之间存在的隔阂。
—塞雷斯基，1930年俄语版《苏联大百科全书》，第593页
1934年，苏联政府将同性恋重新刑罪化，随即，俄罗斯数个大城市发生了对同性恋者的大规模逮捕。1934年3月7日，苏联刑法中加入了第121条，规定在整个苏联内男性同性性行为非法，会被判处最多五年有期徒刑及劳役；不过，这一条并不禁止女性同性性行为。西方观察家相信，自121条被加入苏联刑法后，每年会有800至1000人因违反此条被抓入监狱。
一些史学家注意到苏联这一时期的宣传开始将同性恋者与法西斯相提并论。因此第121条有可能会被用作压制异议者的政治工具，无论他们真正性取向如何；此外也可能会被用作苏德互不侵犯条约破裂后反对纳粹德国的宣传工具。除以上两种用途之外，最近解密的苏联文件给出了可能的第三种用途：除了担忧同性恋是“反革命”及同性恋者和法西斯有关外，苏联当局还担心同性恋会引起恋童癖，当时曾数次高调抓捕少年愛者。1933年，有130人“被指责是‘恋童癖’–与青少年男性做爱的成年男性。由于没有确切记录留存，这130人中可能有许多人实际上是同性恋而非恋童癖。”不论如何，直到1993年相关法律被废除前，同性恋在苏联和俄罗斯都是一种严重的刑事犯罪。
苏联政府很少谈论这些法律，以至于只有同样很少一部分人意识到了这种转变。1934年，大不列颠共产党党员哈里·怀特给斯大林写了一封长信，怀特在信中谴责这些法律及其内在的偏见，并指出马克思主义者应反对对包括同性恋在内的少数群体进行压迫，还将恐同与种族主义、仇外和性别歧视相提并论。虽然斯大林或是苏联政府都没有正式回复这封信，但苏联作家马克西姆·高尔基在《真理报》和《消息报》上发表的一篇题为“无产阶级人文主义”的文章，似乎逐点批驳了怀特的长信。高尔基在文章中反对同性恋者是少数群体的说法，并认为由“男子汉无产阶级”统治的苏联有义务压迫同性恋者，以保护青少年免受侵蚀。高尔基的文章常被认为把同性恋者和法西斯划了等号，他的观点还被认为是“消灭所有同性恋者等于消灭所有法西斯”。不过，他其实是引用了当时的一句流行语，具体在文章中写的是：“现在流传着一个讽刺性的说法：消灭同性恋，法西斯主义就会消失。”1936年，司法部委员尼古拉·瓦西里耶维奇·克雷连科公开表示，反男同性恋法针对的是腐朽堕落的旧统治阶级。
尼基塔·赫鲁晓夫上台后，苏联政府认为，如果不禁止同性性交，那么监狱中男性同性性行为的风潮会随着他们释放许多斯大林时代的囚犯扩散到民众中。斯大林时代将同性恋与恋童癖混为一谈，赫鲁晓夫时代则将同性恋与男性囚犯之间的境遇性性行为（有时是被迫的）混为一谈。
1958年，内务部秘密指示执法部门加强对同性恋的执法。不过，20世纪50年代晚期至20世纪60年代的早期苏联仍被认为对同性恋较此前更为宽容，比如驻俄罗斯的外国记者艾琳·莫斯比将这一时期大街上随处可见的男同性恋者归于此，她还在报道中表示看到男子在某些剧院外等待与男演员约会的情况并不少见。
1964年苏联的一本性爱手册称：“同性恋者会利用他们掌握的各种技巧，寻找青少年并获得他们的信任，然后就会开始行动。在任何情况下都不要让他们接触你，并应立即向行政部门报告这些人，以便行政部门将他们从社会上清除出去”。
这些反性少数的政策和举措直到20世纪70年代早期才逐渐放松，如韦涅季克特·叶罗费耶夫被允许在1973年出版的《从莫斯科到佩图什基》中加入同性恋相关的简短角色独白。维克托·索斯诺拉被允许在1979年出版的《飞翔的荷兰人》中写他目睹一位老年同性恋演员在列宁格勒的酒吧里被残忍杀害的经历，但这本书只被允许在东德出版。1973年版的《苏联刑法教科书》也许是自斯大林以来苏联最早公开认可同性恋权利的一批书籍，该书批评了第121条，并呼吁废除该条款。这些参考资料被官方定性为，小说或教科书中由异性恋者做出的简短声明。如果作者是同性恋——特别是如果他们被认为支持同性恋维权时——审查人员往往会严厉审查他们的作品。
俄罗斯男同性恋作家叶夫根尼·哈里通诺夫在1981年死于心脏衰竭前曾非法传播过一些同性恋小说。作家根纳季·特里福诺夫因传播同性恋诗歌被判四年劳役，出狱后只有不描写提及同性恋的著作才被允许出版。1984年，一群俄罗斯男同性恋者试图建立一个正式的男同性恋权利组织，但很快被克格勃查禁。直到后来的開放政策时期，才开始允许谈论私人的、自愿的成人同性性交重新合法化的问题。
1989年的一份民调显示，同性恋者是俄罗斯社会中最不受欢迎的群体，有30%的受访者认为同性恋者应该被清除。1991年在車里雅賓斯克进行的一份民调显示，16岁至30岁的受访者中有30%的人认为同性恋者应该被“隔离于社会之外”，有5%的人认为同性恋者应该被“清除”，有60%的人对同性恋者持“消极”态度，有5%的人认为同性恋者的性取向是“不幸的”。1989年至1990年间，一个由叶夫根尼娅·德布里安斯卡亚领导的莫斯科男同性恋维权组织被政府允许存在；《主题报》，一份由罗曼·加里宁主编的男同性恋报纸，在这一时期也被允许在社会上流通。因第121条被判刑的确切人数至今仍是个谜，而苏联政府的第一份官方报告直到1988年才出炉。一般认为每年大概会有1000人因第121条被逮捕。根据苏联政府的官方报告，开放政策施行以来，因第121条被逮捕的人数在逐步下降：1987年有831人，1989年有539人，1991年有462人。

#### 南斯拉夫
第二次世界大战期间，一些南斯拉夫人民解放军和游击队成员处死了公开承认自己是同性恋的游击队员。第二次世界大战后，男女同性恋、双性恋和变性者在南斯拉夫受到压迫：他们不仅被禁止加入执政的南斯拉夫共產主義者聯盟，还会被称作“制度的敌人”。
南斯拉夫社会主义联邦共和国沿用了南斯拉夫王國1929年的刑法典，该法禁止人与人之间“违反自然秩序的淫乱”（肛交）。南斯拉夫社会主义联邦共和国后来在1959年收紧该法适用的条件为仅适用于男性同性肛交，同时最高刑期也从两年减为一年。1973年，加盟国克羅地亞社會主義共和國的医学会不再认定同性恋属精神疾病。
1974年，南斯拉夫制订了新的宪法，新宪法废除了联邦刑法，允许各加盟共和国和自治省自行制订刑法。1977年，伏伊伏丁那社会主义自治省、克羅地亞社會主義共和國、黑山社會主義共和國和斯洛文尼亚社会主义共和国各自颁布了本地区的刑法，并分别将男性同性肛交去罪化，不过在波斯尼亞和黑塞哥維那社會主義共和國、馬其頓社會主義共和國和塞爾維亞社會主義共和國（包括科索沃社会主义自治省但不包含伏伊伏丁那社会主义自治省）三个地区的男性同性性行为仍被视为违法行为。
1985年，托尼·马洛舍维奇成为该国第一位公开出柜的同性恋媒体人，他还在奥姆拉丁斯基电台短暂主持过一个涉及边缘社会政治问题的广播节目。马洛舍维奇后来透露称克羅地亞共產主義者聯盟曾多次要求他在党内组件LGBT派别。克罗地亚的第一个女同性恋协会于1989年成立，但仅运行了一年。1990年，伏伊伏丁那被重新纳入塞尔维亚的法律体系，男性同性肛交再次在该地成为刑事犯罪行为。

## 知名LGBT共产主义者

### LGBT马克思主义者
| 姓名                  | 生卒年份    | 国籍               | 政治组织             | 职业                 | 性取向   | 性别认同 |
| --------------------- | ----------- | ------------------ | -------------------- | -------------------- | -------- | -------- |
| 马克·艾什顿           | 1960–1987年 | 英国               | 大不列颠共产党       | 英国活动家           | 男同性恋 | 男       |
| 格奥尔基·契切林       | 1872–1936年 | 苏联（前为俄罗斯） | 苏联共产党           | 苏联政治家           | 男同性恋 | 男       |
| 費雷思                | 1949–2014年 | 美国               | 工人世界党           | 美国活动家           | 女同性恋 | 跨性别女 |
| 哈里·海               | 1912–2002年 | 美国               | 美國共產黨           | 美国活动家           | 男同性恋 | 男       |
| 儒利奥·福加萨         | 1907–1980年 | 葡萄牙             | 葡萄牙共產黨         | 葡萄牙活动家         | 男同性恋 | 男       |
| 托尔施泰因·达勒       | 1947年–     | 挪威               | 红色选举联盟、红党   | 挪威政治家、经济学家 | 男同性恋 | 男       |
| 弗拉迪米尔·卢克苏里亚 | 1965年–     | 意大利             | 重建共产党           | 意大利政治家         | ？       | 跨性别女 |
| 苏尼尔·巴布·潘特      | 1972年–     | 尼泊尔             | 尼泊尔共产党（联合） | 尼泊尔政治家         | 男同性恋 | 男       |
| 安吉拉·戴维斯         | 1944年–     | 美国               | 美國共產黨           | 美国活动家           | 女同性恋 | 女       |

#### 已退出马克思主义组织的LGBT人士
| 姓名              | 生卒年份    | 国籍   | 前政治组织                            | 职业         | 性取向   | 性别认同 |
| ----------------- | ----------- | ------ | ------------------------------------- | ------------ | -------- | -------- |
| 罗萨里奥·克罗切塔 | 1951年–     | 意大利 | 重建共产党 意大利共产党（直到1991年） | 意大利政治家 | 男同性恋 | 男       |
| 汤姆·德赖伯格     | 1905–1976年 | 英国   | 大不列颠共产党                        | 英国政治家   | 男同性恋 | 男       |
| 佛朗哥·格里利尼   | 1955年–     | 意大利 | 意大利共产党                          | 意大利政治家 | 男同性恋 | 男       |
| 贝亚德·拉斯廷     | 1912–1987年 | 美国   | 美国社会民主党                        | 美国活动家   | 男同性恋 | 男       |

### 书籍
- Kelliher, Diarmaid.  [性与团结：1984-1985年的男女同性恋者支持矿工]. History Workshop Journa. 2014, 77 (1): 240–262. S2CID 41955541. doi:10.1093/hwj/dbt012.
- Skeates, Les.  [记住马克·艾什顿和一些‘失去’的时光]. Outside The Gates. 2007-03-01. （原始内容存档于2007-08-13）.
- Timmons, Stuart.  [哈里·海的麻烦：现代男同性恋运动的创始人]. Boston: Alyson Publications. 1990. ISBN 978-1555831752.
- ^ Heidi Minning. Who is the 'I' in "I love you"?: The negotiation of gay and lesbian identities in former East Berlin, Germany. Anthropology of East Europe Review, Volume 18, Number 2, Autumn 2000
- Abrahams, Fred.  [后共产主义阿尔巴尼亚人权]. Human Rights Watch. 1996: 169  [2015-03-08]. ISBN 9781564321602.
- Robinson, Lucy.  [英国战后的男同性恋与左翼：个人如何变得政治化]. Manchester University Press. 2007: 12–13  [2015-03-29]. ISBN 9781847792334. （原始内容存档于2022-04-07）.